# Evaniella signata
Evaniella signata är en stekelart som först beskrevs av August Schletterer 1889.  Evaniella signata ingår i släktet Evaniella och familjen hungersteklar. Inga underarter finns listade i Catalogue of Life.